# La nuit des salamandres
 (mars 2023).
La nuit des salamandres (titre original : The Hymn / The Burning) est un roman qui mélange horreur et enquête policière écrit par Graham Masterton. Le roman a été publié en 1991 par l'édition Macdonald. Il a été aussi, la même année publiée aux éditions Tor sous le titre The Burning. La première édition française a été publié en France en 1991 par les Presses de la cité.